# For Emma, Forever Ago
For Emma, Forever Ago è il primo album dei Bon Iver, registrato e pubblicato autonomamente nel 2007 per poi venire distribuito nel febbraio 2008 tramite l'etichetta discografica Jagjaguwar.

## Tracce
1. Flume – 3:39
2. Lump Sum – 3:21
3. Skinny Love – 3:59
4. The Wolves (Act I And II) – 5:22
5. Blindsided – 5:29
6. Creature Fear – 3:06
7. Team – 1:57
8. For Emma – 3:41
9. Re:Stacks – 6:41